# Marcus Epidius Euaristus
Marcus Epidius Euaristus war ein antiker römischer Toreut (Metallbildner), der im 1. Jahrhundert in Italien tätig war.
Marcus Epidius Euaristus ist heute nur noch aufgrund eines Signaturstempels auf einer Bronzekasserolle bekannt. Diese wurde in der Umgebung von Rom gefunden. Heute befindet sich das Stück in der Sammlung Latini in Rom. Die Signatur lautet lateinisch M EPIDI EVARISTI, ergänzt M(arci) Epidi Evaristi. Möglicherweise ist er mit Epidius verwandt oder identisch.

## Einzelbelege
1. ↑  Richard Petrovszky: Studien zu römischen Bronzegefäßen mit Meisterstempeln. Leidorf, Buch am Erlbach 1993, S. 259, Nr. E.01.01; CIL 15, 7075.

| Personendaten    | Personendaten                              |
| ---------------- | ------------------------------------------ |
| NAME             | Epidius Euaristus, Marcus                  |
| ALTERNATIVNAMEN  | Euaristus, Marcus Epidius                  |
| KURZBESCHREIBUNG | antiker römischer Toreut                   |
| GEBURTSDATUM     | 1. Jahrhundert v. Chr. oder 1. Jahrhundert |
| STERBEDATUM      | 1. Jahrhundert oder 2. Jahrhundert         |